# Petra Matijašević
Petra Matijašević (11 ottobre 1988) è una taekwondoka croata naturalizzata macedone.

## Palmarès
- Europei

Manchester 2012: bronzo nei 67 kg;
Montreux 2016: bronzo nei 73 kg.